# ポール・スミス (ボクサー)
ポール・スミス（Paul Smith, 1982年10月6日 - ）は、イギリス・リヴァプール出身の元プロボクサー。地元リヴァプールのクラブの専属ディスクジョッキーとしても活動している。弟は元WBO世界スーパーウェルター級王者リアム・スミス。

## 経歴

### ミドル級
2003年4月5日にプロデビューし、4回40-36の判定勝ちで白星でデビューを飾った。
無敗をキープして2006年10月14日、デアン・ウォルカーとBBBofC中部ミドル級王座決定戦を行い、3回2分49秒TKO勝ちで王座獲得に成功した。
2007年3月10日、アレクサンダー・ポリッジとWBUインターナショナルミドル級王座決定戦を行い、8回TKO勝ちで王座獲得に成功した。
2008年3月8日、セッロ・レンダとBBBofCイングランドミドル級王座決定戦を行い、6回1分55秒TKO勝ちで王座獲得に成功した。
2008年6月21日、ステベン・ベンダールと対戦し、プロ初黒星となる10回判定負けを喫し初防衛に失敗、王座から陥落した。

### スーパーミドル級
2009年3月14日、ラシード・マツミラとWBAインターナショナルスーパーミドル級王座決定戦を行い2回2分35秒TKO勝ちで王座獲得に成功した。
2009年10月30日、地元リヴァプールでBBBofC英国スーパーミドル級王者トニー・クイグリーと対戦し、12回2-1（114-116、116-113、116-112）の判定勝ちを収め王座獲得に成功した。
2010年3月12日、トニー・ドーソンと対戦し、12回3-0（117-112、116-111、115-112）の判定勝ちを収め初防衛に成功した。
2010年12月11日、ジェームス・デゲールと対戦し、プロ初のKO負けとなる9回2分8秒TKO負けを喫し2度目の防衛に失敗、王座から陥落した。
2011年11月5日、ロンドンのウェンブリー・アリーナでBBBofC英国スーパーミドル級王者でコモンウェルスイギリス連邦スーパーミドル級王者のジョージ・グローブスと対戦し、2回2分18秒TKO負けを喫し、BBBofC英国王座への返り咲きとコモンウェルスイギリス連邦王座獲得に失敗した。
2013年6月29日、トニー・ドーソンとBBBofC英国スーパーミドル級王座決定戦を行い、6回2分31秒TKO勝ちを収め王座返り咲きに成功した。
2014年9月27日、キールのシュパーカッセン・アレーナでWBO世界スーパーミドル級王者アルツール・アブラハムと対戦したが、12回0-3（2者が111-117、109-119）の判定負けを喫し王座獲得に失敗した。試合後にスミスがジャッジの判定を不服としてダイレトクリマッチを要求しWBOに提訴したが、WBOは特に119-109と点差が開きすぎなのは問題としつつも、勝敗は判定の通りとしてスミスの提訴を却下した。
2015年2月21日、ベルリンのO2アリーナでアルツール・アブラハムと5か月ぶりにダイレクトリマッチで再戦したが、12回0-3（2者が112-116、112-117）の判定負けを喫しまたも王座獲得に失敗した。
2015年6月20日、オークランドのオラクル・アリーナでアンドレ・ウォードとスーパーミドル級の規程体重である168ポンドを4ポンド上回る172ポンドのキャッチウェイトで試合を行う予定だったが、前日計量でウォードが171.8ポンド（77.92キロ）だったのに対しスミスが176.4ポンド（80.01キロ）を計測し4.4ポンドの体重超過があったため、スミスはファイトマネーから45,000ドルの罰金を支払い、さらに試合当日の朝にも再度計量を行って増量を181ポンドまでに抑えることに同意したが試合当日の朝に行った計量でもスミスは184.4ポンドを計測してまたしても体重を超過し、さらに罰金を15,000ドル支払って試合を行ったものの、9回にスミス陣営からタオルが投入され、9回1分46秒TKO負けを喫した。
2017年6月17日、WBA世界スーパーミドル級王者タイロン・ツォイゲと対戦したが、12回判定負けを喫し王座獲得に失敗した。
2018年6月17日、現役引退を発表した。

## 獲得タイトル
- BBBofC中部ミドル級王座
- BBBofCイングランドミドル級王座
- WBUインターナショナルスーパーミドル級王座
- BBBofC英国スーパーミドル級王座
- WBAインターナショナルスーパーミドル級王座